# Ricardo Fernandes (Fußballspieler, Januar 1978)
Ricardo Manuel da Silva Fernandes (* 14. Januar 1978 in Guimarães), bekannt als Ricardo Fernandes, ist ein portugiesischer ehemaliger Fußballspieler, der Innenverteidiger war.

## Karriere
Die Karriere von Ricardo Fernandes begann bei AD Fafe in der Segunda Divisão Portuguesa, der dritthöchsten Spielklasse Portugals. Nach zwei Jahren erhielt er im Jahr 1999 die Gelegenheit, zu SC Salgueiros in die SuperLiga zu wechseln. Dort entwickelte er sich schon in seiner ersten Spielzeit zum Stammspieler. Nach dem Abstieg 2002 ging er mit dem Verein in die zweite Liga, konnte aber nicht den direkten Wiederaufstieg erreichen.
Im Jahr 2003 verließ Fernandes Salgueiros und wechselte zu Aufsteiger Moreirense FC zurück in die SuperLiga. Nach dem Klassenerhalt im ersten Jahr stieg er am Ende der Saison 2004/05 erneut ab. Er schloss sich daraufhin dem Ligakonkurrenten Nacional Funchal auf Madeira an. Mit dem Klub gelang ihm in der darauf folgenden Spielzeit überraschend ein fünfter Platz und die damit verbundene Qualifikation zum UEFA-Pokal, wo er trotz des Ausscheidens in der ersten Runde erste Erfahrungen im Europapokal sammeln konnte.
Im Sommer 2008 verließ Fernandes nach drei Jahren Funchal und wechselte in die rumänische Liga 1 zu Rapid Bukarest. Dort wurde er in der ersten Spielzeit zum Stammspieler, verpasste danach aber fast die komplette Hinrunde der Saison 2009/10, holte sich in der Rückrunde aber seinen Stammplatz zurück. In beiden Jahren verpasste der Klub knapp die Qualifikation zur Europa League. Nachdem er in der Hinrunde 2010/11 kein einziges Spiel bestritten hatte, kehrte Fernandes im Januar 2011 zu Rio Ave FC in seine portugiesische Heimat zurück. Dort kam er ebenfalls nicht zum Einsatz und wechselte im Sommer 2011 zum Moreirense FC in die Segunda Liga. Mit seinem neuen Klub schaffte er am Ende der Saison 2011/12 den Aufstieg in die Primeira Liga. Nach dem Abstieg 2013 kehrte er zu seinem Heimatverein AD Fafe zurück. Nach drei Jahren in der Campeonato Nacional de Seniores wechselte er im Sommer 2016 zum unterklassigen União Torcatense.

## Erfolge
- Qualifikation zum UEFA-Pokal: 2006